# Kacskar
A kacskar (örményül: խաչքար) Örményországban vagy az örmény diaszpóra által készített emlékkő díszes vésettel, általában kereszttel.
A kacskarok díszes sztélék, amelyeket általában helyi kövekből faragtak az örmény mesterek, amelyek készítőik, állíttatóik keresztény hitét jelenítették meg. A kövek általában másfél méter magasak, kereszttel díszítettek. A kereszt gyakran a napkorongon vagy az örökkévalóságot szimbolizáló keréken áll, mellette szentek, növények, állatok, esetleg geometriai formák.
A faragványokat kalapáccsal, vésővel faragták ki, majd homokkal csiszolták a kő durva felületét. A kisebb repedéseket betapasztották. Amikor a kacskar elkészült, kisebb vallásos ünnepség közepette állították fel. Megáldása után a kacskar, felállítói reményei szerint, szent erővel bírt, segítséget és védelmet adott, győzelmet és hosszú életet hozott, valamint lehetőséget kínált az emlékezésre és a meditációra. Örményországban több mint ötvenezer ilyen sztélét tartanak nyilván, mindegyik egyedi.